# Wielki Staw Królewski
Wielki Staw Królewski – sztuczny zbiornik wodny istniejący od XIV do XIX w. na wschód od murów miejskich Lublina w rozszerzeniu dna doliny Bystrzycy, pomiędzy ujściem Czerniejówki i Czechówki. Jego powierzchnia w szczytowym momencie dochodziła do 100 ha.

## Historia
Około XIV w. zaczęto regulować stosunki wodne w dolinie Bystrzycy: wznoszono groble, kanały i tamy, spiętrzano wody Bystrzycy, Czerniejówki i Czechówki. Nad nowo wytworzonymi stawami budowano młyny. Największym zbiornikiem był Wielki Staw Królewski. Pełnił on liczne funkcje; oprócz energetycznej m.in. obronną (osłaniał Lublin od wschodu), retencyjną i rekreacyjną. Na jego grobli znajdowały się cztery młyny: „wielki” (najstarszy w Lublinie, wzmiankowany w 1342), papiernia (z 1538), „pod papiernią” (miał istnieć do XVIII w.) oraz „za groblą”.
Obszar Stawu zmieniał się w ciągu upływu czasu. Największą powierzchnię (ok. 100 ha) miał mieć w XVI w., kiedy sięgał wzgórza staromiejskiego i zamkowego na zachodzie, podnóża obecnych wzniesień z ul. Przyjaźni na Tatarach i ul. Bronowicką na Bronowicach na wschodzie, grobli w pobliżu obecnego Dworku Grafa na północy i obecnego stadionu piłkarskiego przy Al. Zygmuntowskich na południu.
Staw był płytki, miał torfowo-bagienne, łatwo zarastające dno. Ścieki spływające z miasta dodatkowo użyźniały podłoże. W okresie ekonomicznego regresu (od połowy XVII w.) miasto zaniedbało meliorację, a zmiany klimatyczne przyspieszyły degradację stawu. Od połowy XVIII w. lublinianie bez większych sukcesów odtwarzali staw. W 1815 r. przeprowadzono prace melioracyjne, w wyniku których na terenach dna doliny Bystrzycy (w tym na obszarze Wielkiego Stawu Królewskiego) zaczęto urządzać łąki i pastwiska. Pod koniec XIX w. ze względów ekonomicznych zaprzestano piętrzenia wody i staw uległ całkowitej degradacji.

## Dzieje najnowsze
Przez teren dawnego Wielkiego Stawu Królewskiego przebiegają ważne szlaki komunikacyjne współczesnego Lublina: al. Unii Lubelskiej (DK nr 835), al. Tysiąclecia (DK nr 82). Na jego obszarze ulokowane są m.in.: galeria handlowa „Vivo! Lublin”, Młyn Krauzego (ulokowany na dawnej wyspie), ogródki działkowe i stadion MOSiR Bystrzyca przy ul. Kresowej. W 2015 r. Rada i Forum Kultury Przestrzeni w Lublinie wystosowały wniosek do wojewódzkiego konserwatora zabytków z prośbą o wpisanie terenu dawnego stawu do rejestru zabytków. W odpowiedzi konserwator wyraził opinię, że lepszą ochronę zapewni miejscowy plan zagospodarowania przestrzennego. W tym samym roku ukazała się wstępna wizja rewitalizacji doliny Bystrzycy, która zakładała odtworzenie Stawu. W 2016 miejscy planiści zaproponowali odtworzenie zbiornika i ponad 70-hektarowego parku.